# Gone!
Gone! è un singolo del gruppo musicale inglese The Cure, pubblicato il 12 novembre 1996 come terzo e ultimo estratto dall'album Wild Mood Swings.

## Il singolo

### Video musicale
Per la canzone è stato registrato un video in un concerto dal vivo a Los Angeles nell'agosto del 1996.

### Pubblicazione
Uscito il 2 dicembre 1996, la canzone non ha raggiunto il successo commerciale, raggiungendo il n° 60 nella classifica dei singoli nel Regno Unito ed è stata suonata raramente ai concerti, nonostante che la band l'avesse eseguita su Later... with Jools Holland.
In una panoramica della carriera del gruppo, la rivista Clash ha detto che, accanto a The 13th, Gone! è diventato noto per dividere i fan, descrivendoli come una "relazione di amore/odio", ma ha osservato che "ancora [mostra] una band felice di sperimentare e suonare con le convenzioni". Peter Parrish di Stylus Magazine ha descritto Gone! come contenente un ""movimento del corno um-pa-pa e tastiere scalcinate".

## Tracce
Testi e musiche dei Cure.

### CD 1
1. Gone! (Radio Mix) - 4:28
2. The 13th (Feels Good Mix) - 6:08
3. This Is a Lie (Ambient Mix) - 4:32
4. Strange Attraction (Strange Mix) - 4:18

### CD 2
1. Gone! (Radio Mix) - 4:28
2. Gone (Critter Mix) - 4:27
3. Gone! (Ultraliving Mix) - 5:35
4. Gone! (Spacer Mix) - 6:32

### Musicassetta
Lato A
1. Gone!  (Radio Mix) - 4:28

Lato B
1. Strange Attraction  (Strange Mix) - 4:18

## Formazione
- Robert Smith - voce, chitarra
- Perry Bamonte - chitarra
- Simon Gallup - basso
- Roger O'Donnell - tastiere
- Jason Cooper - batteria